# Ali Mardan Khan

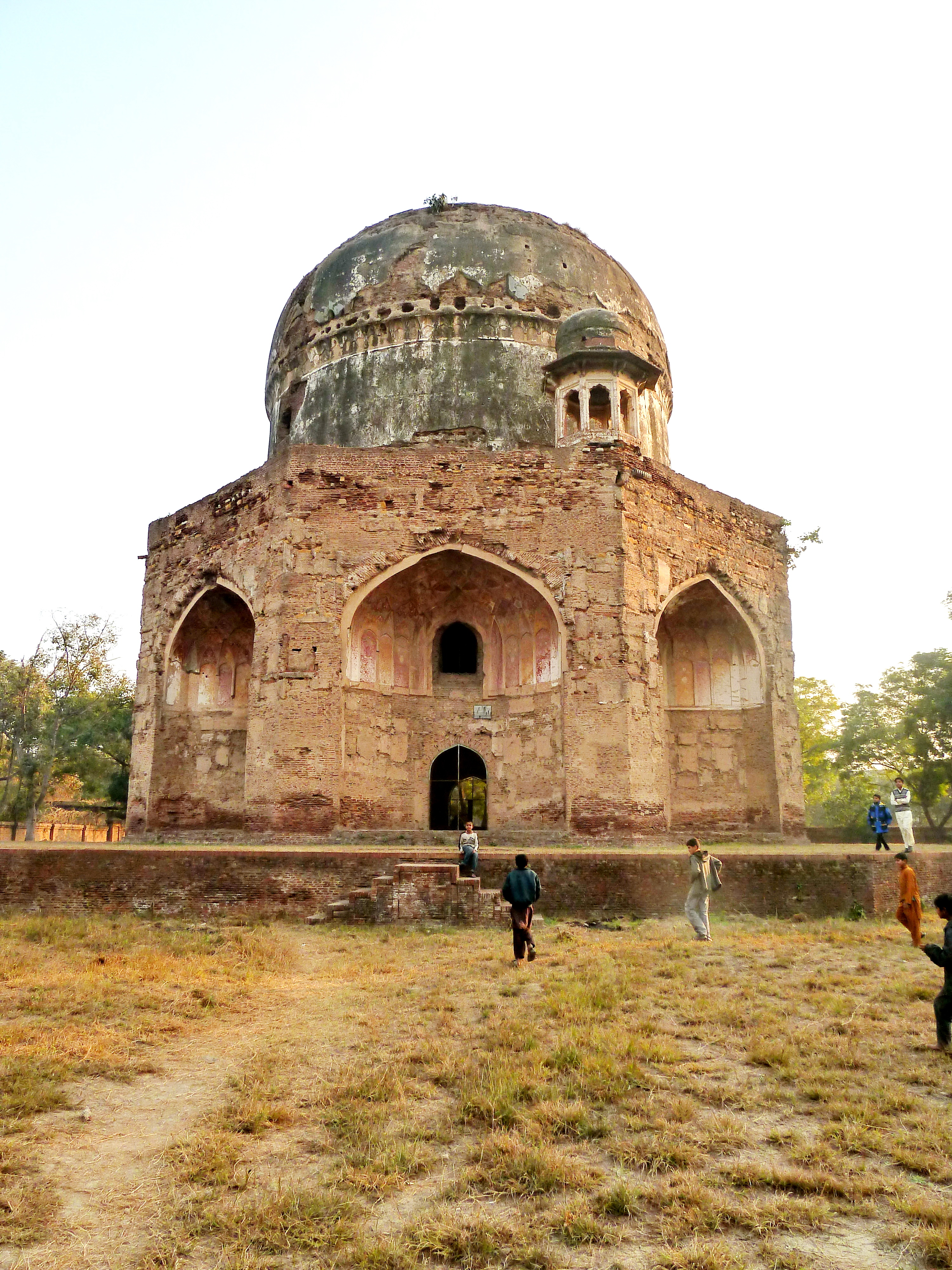
Tomba di Ali Mardan Khan

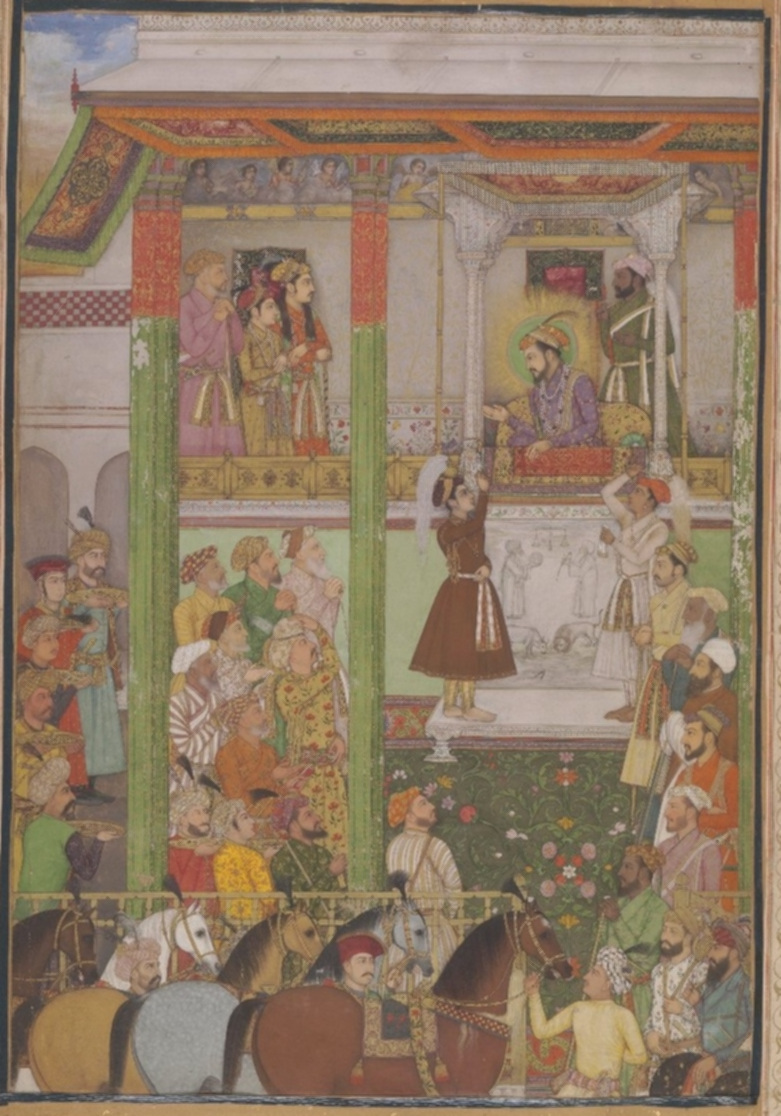
Shah Jahan riceve Ali Mardan Khan a corte

Ali Mardan Khan (in lingua persiana علی مردان خان, in lingua urdu علی مردان خان) (... – aprile 1657) è stato un nobile e militare curdo, che fu al servizio degli scià safavidi Abbas I e Safi, e poi sotto il sovrano moghul Shah Jahan. Era figlio di Ganj Ali Khan e dopo aver consegnato la città di Kandahar e parte dei territori più orientali dei safavidi ai moghul nel 1638, prestò servizio con distinzione nell'amministrazione dell'impero moghul, guadagnandosi i più alti onori della corte.

## Biografia

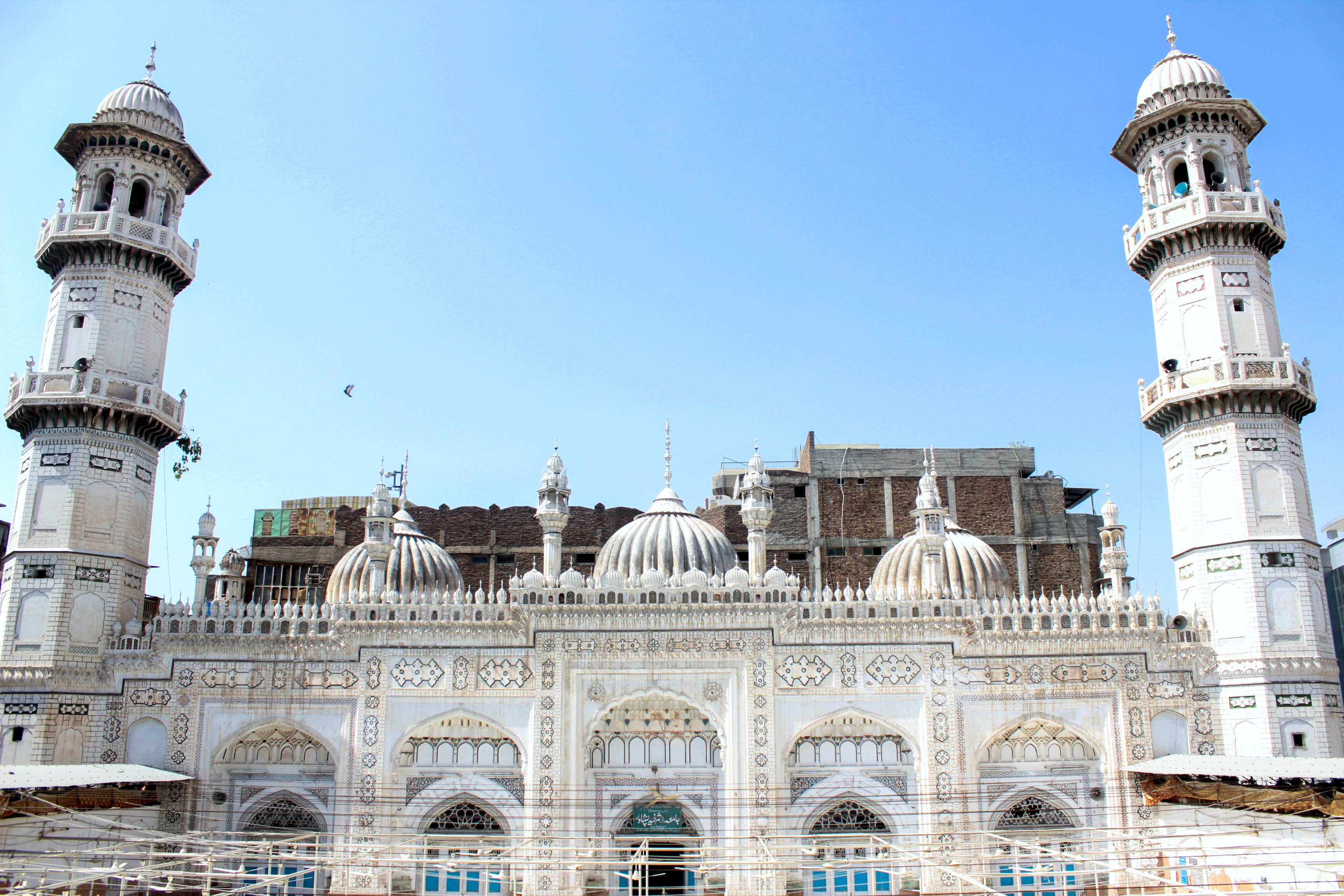
Attribuita ad Ali Mardan Khan, la facciata in marmo bianco della Moschea Mohabbat Khan è uno dei luoghi più iconici di Peshawar

Ali Mardan Khan fu il governatore safavide di Kandahar e, poiché era in arretrato con le entrate fiscali, fu convocato da Shah Tahmasp per comparire a corte, ma non ci andò. Dopo essere stato dimesso dall'incarico, chiese l'assistenza del governatore di Kabul e del comandante di Ghazni. Nel 1638, consegnò Kandahar ai moghul e si rifugiò a Delhi. Ricevette tutti gli onori e Shah Jahan ha regalò un lakh di tanka (moneta dell'epoca) per se stesso e due lakh per gli ufficiali del suo esercito. Venne nominato governatore di Kashmir, Kabul e Lahore.
Successivamente ricevette il titolo di Amir al-Umara (Emiro degli emiri), nel 1639, e divenne Haft Hazari, comandando un'armata di 7.000 uomini.
Venne poi nominato viceré del Punjab che a quell'epoca andava da Kabul a Delhi.
La tomba di Ali Mardan Khan si trova a Mughalpura Road a Lahore in Pakistan. È dedicata al suo nome una residenza universitari a Lahore.
Esiste una località che porta il suo nome, "Bagh-e-Ali Mardan Khan", a Srinagar in Kashmir.